# Казальборе
Казальборе (итал. Casalbore) — коммуна в Италии, располагается в регионе Кампания, в провинции Авеллино.
Население составляет 2081 человек (на 2004 г.), плотность населения составляет 77 чел./км². Занимает площадь 27 км². Почтовый индекс — 83034. Телефонный код — 0825.
Покровительницей коммуны почитается Пресвятая Богородица, празднование 5 августа.

## Города-побратимы
- Виново, Италия (2011)